# Aidia wallichiana
Espèce
Classification phylogénétique
Aidia wallichiana est un arbre tropical de la famille des Rubiacées.

## Synonymes
- Randia densiflora  (Wall.) Benth.,
- Webera densiflora Wall
- Aidia densiflora (Benth.) Masam[2].

## Description
Arbre de moyenne taille, 15 mètres de haut.

## Illustration

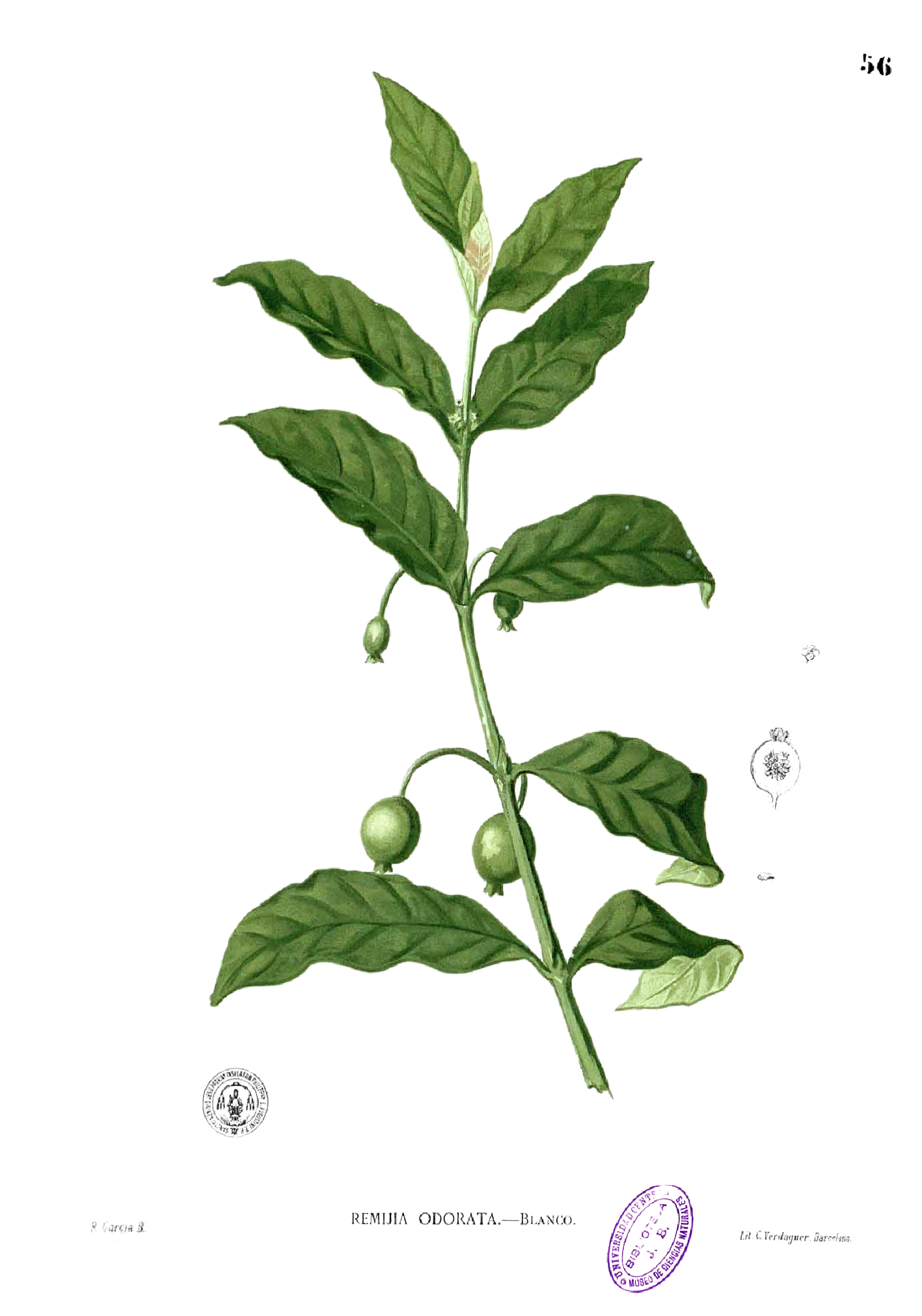
Randia densiflora par Francisco Manuel Blanco (1883)

## Répartition
Asie du Sud-Est